# Skunx
Skunx – polski zespół muzyczny założony w Będzinie. Początek działalności zespołu datuje się na 1994 r. Twórczość zespołu zaliczana jest do nurtu punk rock i street punk/oi!.

## Historia
Zespół został założony w Będzinie, a początki jego działalności sięgają 1994 r., choć muzycy niekiedy w swoich wypowiedziach napomykają, że historia powstania zespołu jest nieco wcześniejsza, jednak bez żadnych konkretów. Początkowa działalność oparta była na dwóch osobach: Bifik i Sebo. Przyczynkiem do założenia zespołu było wrażenie, jakie robił na muzykach zespół The Expolited. I właśnie punk rock chcieli grać założyciele zespołu. Do składu dołączyły kolejne dwie osoby: Paweł i Tomek. Pierwsze publiczne występy grupy miały miejsce w rodzinnym mieście Będzinie, w którym grupa wystąpiła na trzech koncertach. Po przerwie w działalności zespołu w 2002 r. zespół powrócił do prób i tworzenia korzystając z możliwości jakie oferował tamtejszy Ośrodku Kultury. Po nagraniu w 2003 r. pierwszego dema zespół rozpoczął koncertowanie, a do składu dołączył Darek. Po nagraniu pierwszej płyty skład zespołu zmienił się, a zespół kontynuował prace nad kolejnymi albumami.

## Skład
W historii zespołu jego skład zmieniał się. Początkowo założycielami byli Bifik (Michał Karwalski) i Sebo. Następnie skład został rozszerzony o Pawła i Tomka. W dalszej historii zespołu jako wokalista występował Łukasz. W pewnym okresie czasu zmniejszenia aktywności zespół tworzył Bifik i Przemek. Po tym okresie zastoju w 2002 r. skład zespołu ustabilizował się i zespół tworzyli: Bifik, Sebo i Ryży. Po 2003 r. do składu zespołu dołączył Darek i w tym czteroosobowym składzie powstały nagrania do debiutanckiego albumu "Clockwork Gang". Kolejna płyta z 2008 r. została nagrana w składzie: Bifik, Baton, Przemo, Darek, a po jej wydaniu skład zespołu ponownie zmienił się i wyglądał następująco: Bifik, Bazyl, Przemo, Franc. W 2011 r. w nagrywaniu trzeciej płyty udział brali: Bifik, Biko, Cham i Jaca. W składzie zespołu pojawił się także Szczypior (Tomasz Szczypiński).
Członkowie (byli i obecni) oraz ich rola:
- Baton – gitara basowa[4][6]
- Bifik (Michał Karwalski) – gitara / gitara prowadząca, wokal[1][2][5][6][7]
- Biko, Bikerowski – gitara[1][2][7]
- Cham – gitara basowa[7]
- Darek – gitara[4][5][6]
- Franc – gitara basowa[4]
- Jaca – perkusja[7]
- Łukasz – wokal[4]
- Pachol – perkusja[1][2]
- Paweł – gitara basowa, wokal[4]
- Przemo (Przemek) – perkusja[4][6]
- Ryży – gitara basowa[1][2][5]
- Sebo – perkusja[4][5]
- Szczypior (Tomasz Szczypiński) – perkusja[2]
- Tomek – gitara basowa[4]

## Twórczość
Założyciele zespołu jak wyżej wspominano inspirowani zespołem The Exploited założyli zespół ukierunkowany na punk rocka. Twórczość i zmiany w zespole oraz prezentowany styl muzyczny w połączeniu z treściami prezentowanymi w tekstach wykonywanych piosenek powodują, że współcześnie zespół zaliczany jest do sceny street punk/oi!. Pośród tematów poruszanych w tekstach utworów są typowo punkowe i skinhead oraz takie jak między innymi wątki patriotyczne, kibicowskie, clockworkowe i zabawowe.

## Dyskografia
Albumy muzyczne:
- demo (2003 r.)[1]
- Clockwork Gang (Olifant Records, 2006 r., 15 utworów)[1][2][5][8][10]
- Ludovico (Olifant Records, 2008 r., 13 utworów)[1][2][6][8][10]
- Oi! Punx atak! (Olifant Records, 2011 r., 13 utworów)[1][2][7][8][10].

Kompilacje:
- Muzyka Ulicy Muzyka dla mas vol. 2 (Muzyka ulicy muzyka dla mas) – składanka CD – Olifant Records (2006 r.) – utwór nr 19: „Skinhead”[11][12][13]
- Tribute to Ramzes & The Hooligans – składanka CD – Olifant Records (2007 r.) – Ramzes & The Hooligans – utwór nr 12: „Moda”[14][15]
- Tribute to Rezystencja – składanka CD – Olifant Records (2007 r.) – Rezystencja – utwór nr 6: „Duma”[16][17]
- Polska gol vol. 2 – składanka CD – Olifant Records (2012 r.) – utwór nr 7: „Z Orłem Na Piersi”[18][19]
- Muzyka Ulicy Muzyka dla mas vol. 3 (Muzyka ulicy muzyka dla mas) – składanka CD – Olifant Records (2014 r.) – utwór nr 1: „Wystarczy Iskra”[20][21][22][23]
- Muzyka Ulicy Muzyka dla mas vol. 4 (Muzyka ulicy muzyka dla mas) – składanka CD, kaseta – Olifant Records (2016 r.) – utwory nr 23/B10: „A Może Nazwiesz Mnie Faszystą” i nr 24/B11: „Prosto W Serce”[24][25]